# Irena Santor

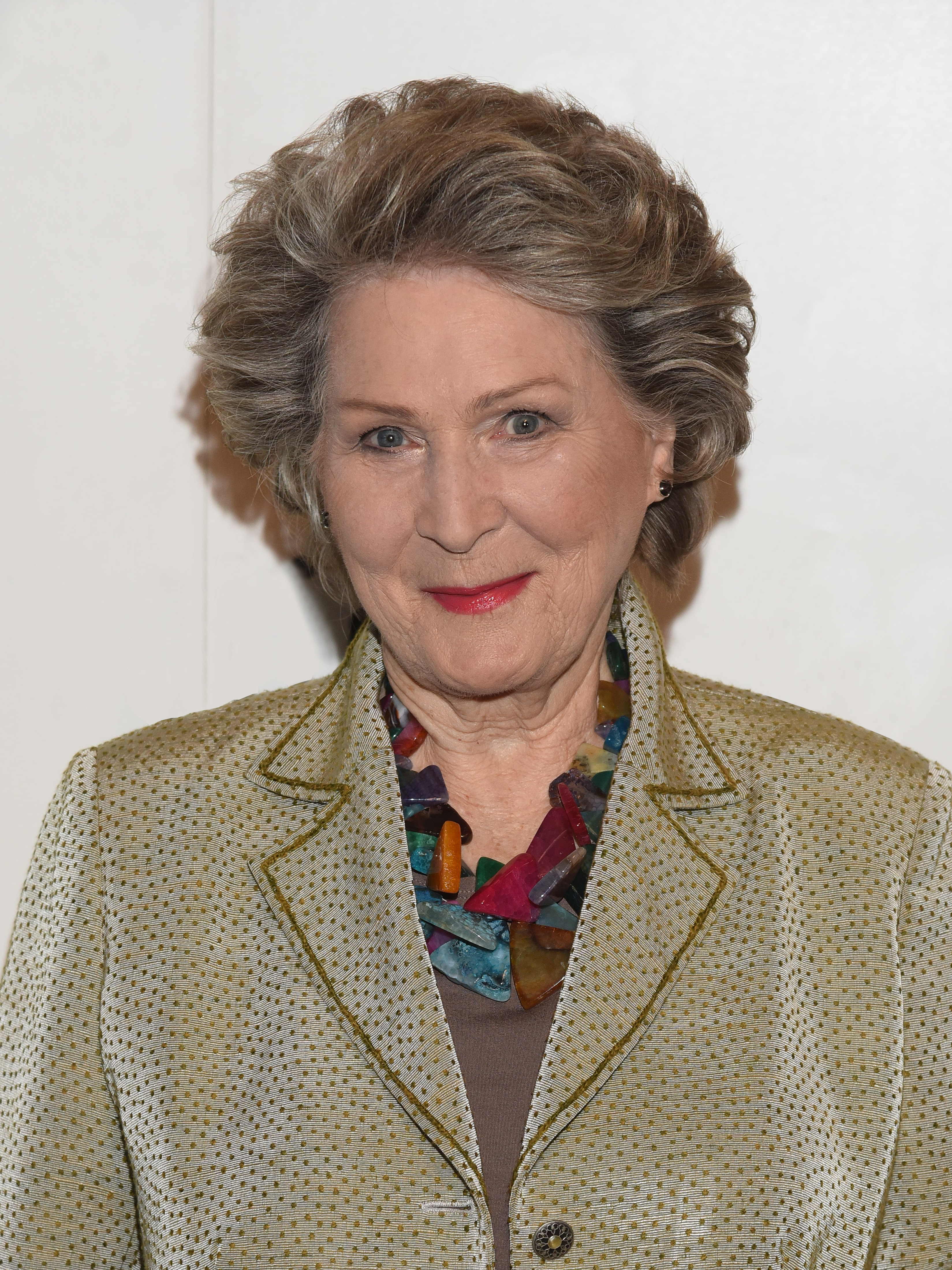
Irena Santor (2016)

Irena Wiśniewska-Santor (polnische Aussprache: [iˈrɛna ˈsantɔr]; geb. Wiśniewska; * 9. Dezember 1934 in Papowo Biskupie) ist eine polnische Sängerin, Musicaldarstellerin und Schauspielerin.
Ihre Karriere begann im Jahr 1950. Sie ist bekannt für ihren klaren Mezzosopran, gilt als eine der größten Ikonen Polens und gilt als Einfluss auf jüngere Sängerinnen. Von 1951 bis 1959 war Irena Santor (damals Wiśniewska) Mitglied und Hauptsolistin der polnischen Folkloregruppe Mazowsze, mit der sie alle Kontinente bereiste. Nachdem sie die Gruppe verlassen hatte, beschloss sie, eine Solokarriere zu starten. Sie wurde mit vielen Preisen in Polen und im Ausland ausgezeichnet.
Ihr Schauspieldebüt gab Irena Santor in Stanisław Barejas Film Przygoda z piosenką (1968). Sie trat in vielen Fernseh- und Radioshows auf und saß in Jurys für eine Reihe von Talentshows und Gesangswettbewerben. Sie auch Soundtracks zu polnischen und sowjetischen Filmen auf.
2017 wurde sie als erste Sängerin Polens für ihre Leistungen mit der Ehrendoktorwürde ausgezeichnet.
Im Jahr 2021 gab sie bekannt, dass sie ihre berufliche Laufbahn beendet hat.

## Privatleben
1958 heiratete sie Stanisław Santor. Das Paar ließ sich nach 19 Jahren scheiden, aber sie blieben bis zu seinem Tod im Jahr 1999 in gutem Verhältnis.
Ihr Lebensgefährte war bis zu seinem Tod im Jahr 2018 Zbigniew Korpolewski, den sie in den 1990er Jahren kennenlernte.

## Diskografie

### Album
- 1961: Rendez-vous z I. Santor
- 1965: Halo Warszawo
- 1966: Piosenki stare jak świat
- 1967: Powrócisz tu
- 1968: Piosenka o sąsiedzie
- 1969: Zapamiętaj, że to ja
- 1972: Moja Warszawa
- 1972: Witaj gwiazdko złota
- 1979: Telegram miłości
- 1982: Cdn.
- 1989: Biegnie czas
- 1990: Only love
- 1993: Warszawa, ja i ty
- 2000: Santor Cafe
- 2002: Jeszcze
- 2010: Kręci mnie ten świat
- 2014: Zamyślenia
- 2014: Punkt widzenia

### Singles
| Titel                              | Autoren                                                |
| ---------------------------------- | ------------------------------------------------------ |
| Ach jak przyjemnie                 | Henryk Wars, Ludwik Starski                            |
| Cicha noc                          | Władysław Szpilman, R. Sadowski                        |
| Deszcz                             | Władysław Szpilman, Konstanty Ildefons Gałczyński      |
| Dwoje ludzi z marzeń               | W. Żukowska, A. Bernat                                 |
| Embarras                           | Jerzy Wasowski, Jeremi Przybora                        |
| Ja jestem twoja                    | Władysław Szpilman, Tadeusz Kubiak                     |
| Jak przygoda, to tylko w Warszawie | Tadeusz Sygietyński, Ludwik Starski                    |
| Jesienna rozłąka                   | J. Gert, B. Brok                                       |
| Już nie ma dzikich plaż            | Ryszard Szeremeta, K. Logan-Tomaszewski                |
| Kamienne schodki                   | J. Kępski, J. Lewiński                                 |
| Każda miłość jest pierwsza         | M. Sart, Jerzy Jurandot                                |
| List z Majorki                     | A. Sławiński, Wojciech Młynarski                       |
| Maleńki znak                       | Zygmunt Wiehler, K. Wolińska                           |
| Małe mieszkanko na Mariensztacie   | Z. Gozdawa, W. Stępień                                 |
| Morze                              | Jerzy Lawina-Świętochowski                             |
| Może już jutro                     | Leszek Bogdanowicz, J. Urbanowicz                      |
| Na Francuskiej                     | R. Sielicki, B. Choiński, J. Gałkowski                 |
| Na prawo most, na lewo most        | A. Gradstein, H. Kołaczkowska                          |
| Nalej mi wina                      | Włodzimierz Korcz, Agnieszka Osiecka                   |
| Nie ma szczęścia bez miłości       | Władysław Szpilman, H. Herold                          |
| Nie mijaj mnie                     | A. Hetman, Z. Stawecki                                 |
| Nie mów mi sentymentalnych słów    | W. Piętowski, J. Odrowąż                               |
| Nie oczekuję dziś nikogo           | Witold Lutosławski, Zbigniew Kaszkur, Z. Zapert        |
| Nie wiesz tego tylko ty            | Jarosław Kukulski, Janusz Kondratowicz                 |
| Nie wszystko przeminie             | Andrzej Korzyński, A. Tylczyński                       |
| Nocami i dniami                    | Władysław Szpilman, K. Winkler                         |
| Piosenka mariensztacka             | Władysław Szpilman, Tadeusz Kubiak, Artur Międzyrzecki |
| Powracająca melodyjka              | H. Klejne, A. Bianusz                                  |
| Powrócisz tu                       | Piotr Figiel, Janusz Kondratowicz                      |
| Pójdę na Stare Miasto              | Władysław Szpilman, E. Fiszer                          |
| Przyleciała miłość ptakiem         | Jerzy Matuszkiewicz, R. Maklakiewicz                   |
| Tarantela na niedzielę             | Włodzimierz Korcz, Agnieszka Osiecka                   |
| To nie był sen                     | Bogusław Klimczuk, A. Hosper                           |
| To nie było przewidziane           | W. Piętowski, J. Miller                                |
| Trochę wiosny jesienią             | R. Filiński, T. Filińska                               |
| Tych lat nie odda nikt             | Władysław Szpilman, K. Winkler                         |
| Walczyk Warszawy                   | Leon Rzewuski, Jerzy Jurandot                          |
| Warszawa, ja i ty                  | J. Harald, Ludwik Starski                              |
| Wiem, że to miłość                 | A. Skorupka, Stefan Mrowiński                          |
| Zaczekajmy z tą miłością           | J. Szczygieł, Z. Stawecki                              |
| Zakochani                          | Władysław Szpilman, B. Brok                            |
| Zakochani czekają na maj           | J. Kępski, A. Jastrzębiec-Kozłowski                    |
| Żyje się raz                       | A. Markiewicz, K. Żywulska                             |